# Тирадос, Паола
Паола Тирадос (исп. Paola Tirados; род. 14 января 1980, Лас-Пальмас) — испанская спортсменка (синхронное плавание), серебряный призер летних Олимпийских игр 2008 года в синхронном плавании в группе.